# Oskar von Barchwitz-Krauser

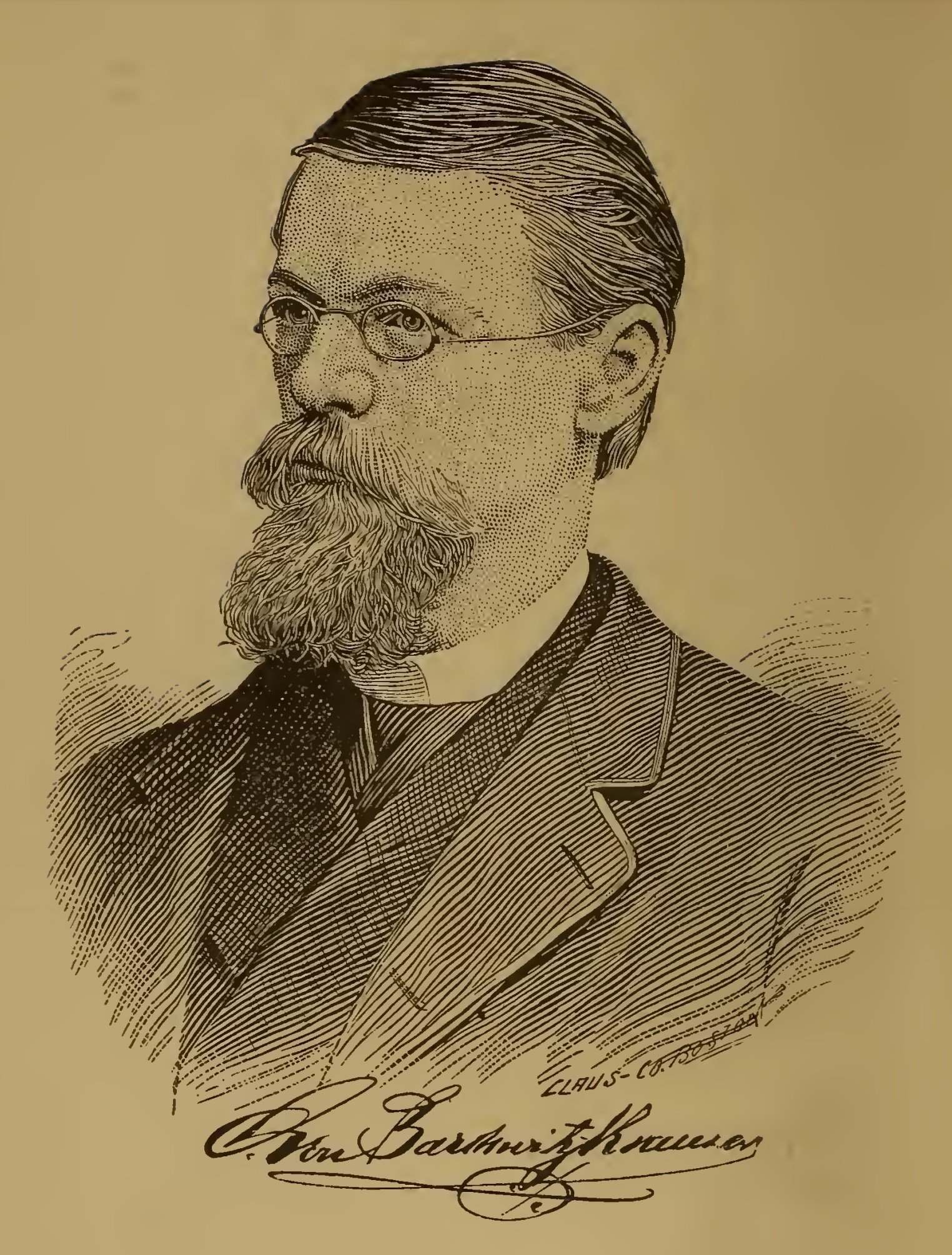
Oskar von Barchwitz-Krauser, Porträt in seiner Autobiografie von 1885

Oskar von Barchwitz-Krauser (* 1854 in Preußen; † 1931 in den USA) war ein deutscher protestantischer Missionar und Evangelist.

## Leben und Wirken

### Frühe Jahre und Auswanderung in die Vereinigten Staaten
Von Barchwitz-Krauser wuchs in einer religiös gläubigen preußischen Familie auf, insbesondere aufgrund der glühenden Evangeliumsverehrung seiner Mutter, die seine religiöse Berufung beeinflusste. Er selbst sagte, dass seine Erziehung und christliche Bildung während seiner Kindheit bis zu seinem Erwachsenenalter in der lutherischen Tradition standen. 1872 wanderte er im Alter von 18 Jahren in die Vereinigten Staaten aus, wo er in Ohio nach Arbeit suchte und nach einigen Unannehmlichkeiten beschloss, nach New Orleans zu ziehen. Dort hatte er seine ersten Kontakte zu den Wesleyanischen Methodistenkirchen, in denen er aktiv mitarbeitete. Als Wanderprediger organisierte er Besuche in Städten im Mittleren Westen der USA, wo er sich als Verleger der Massenevangelisierung (auf Englisch Revivals) hervortat. Der „Bruder von Barchwitz“, wie er in der US-amerikanischen Evangelikalszene genannt wurde, predigte, was die Heiligungsbewegung anstrebte: das christliche sündenfreie Vollkommenheit durch einen „ordentlichen Lebensstil“ zu erreichen, sich von Lastern fernzuhalten und die Zehn Gebote zu befolgen. Seit seinen Anfängen als Prediger versuchte er, sich durch Spendensammlungen selbst zu finanzieren. So lebte er viele Jahre lang zusammen und arbeitete innerhalb des US-amerikanischen Protestantismus ökumenisch mit Baptisten, Lutheranern, Methodisten und Quäkern.

### Mission in Chile
1878 traf von Barchwitz den methodistischen Bischof William Taylor bei einem methodistischen Camp Meeting in Dayton, Ohio, der ihn überzeugte, sich seiner Missionsarbeit in Chile anzuschließen, insbesondere für deutschsprachige Einwanderer in Valparaíso und im Süden des Landes. Von Barchwitz begab sich im Hafen von New York City auf den Weg nach Südamerika, gemeinsam mit dem Prediger Charles Henry Hoffman und dessen Frau, Katherine. Als sie in Puerto Montt ankamen, stellten sie fest, dass die Gustav-Adolf-Stiftung bereits Evangelisierungsarbeit leistete und die neu gegründeten lutherischen Kirchen in der Gegend um den Llanquihue-See unterstützte. Seine viel strengere und gegen den Alkoholkonsum gerichtete Botschaft fand in den deutschen Gemeinden der Region keinen Anklang, weshalb er beschloss, zunächst nach Osorno und dann nach Valparaíso zu ziehen. In Osorno lernte er eine chilenische deutschstämmige Frau kennen, die er heiratete. In Valparaíso konzentrierte sich von Barchwitz auf den Besuch von Kneipen, Spielhallen und Bordellen mit der Absicht, die Kunden dieser Orte zu  evangelisieren. Darüber hinaus gründete er dort einige Gruppen der Abstinenzbewegung, eröffnete ein Haus für protestantische Seeleute und gründete die erste deutsche methodistische Kirche in der Hafenstadt mit 24 Mitgliedern. Er und seine Frau arbeiteten auch mit der ansässigen Baptistengemeinde zusammen. In der Haupthalle der Ersten Baptistenkirche von Valparaíso ist eine Gedenktafel zu ihren Ehren angebracht. Dort lernte er auch die Arbeit des presbyterianischen Missionars David Trumbull kennen, mit dem er  dann zusammenarbeitete.

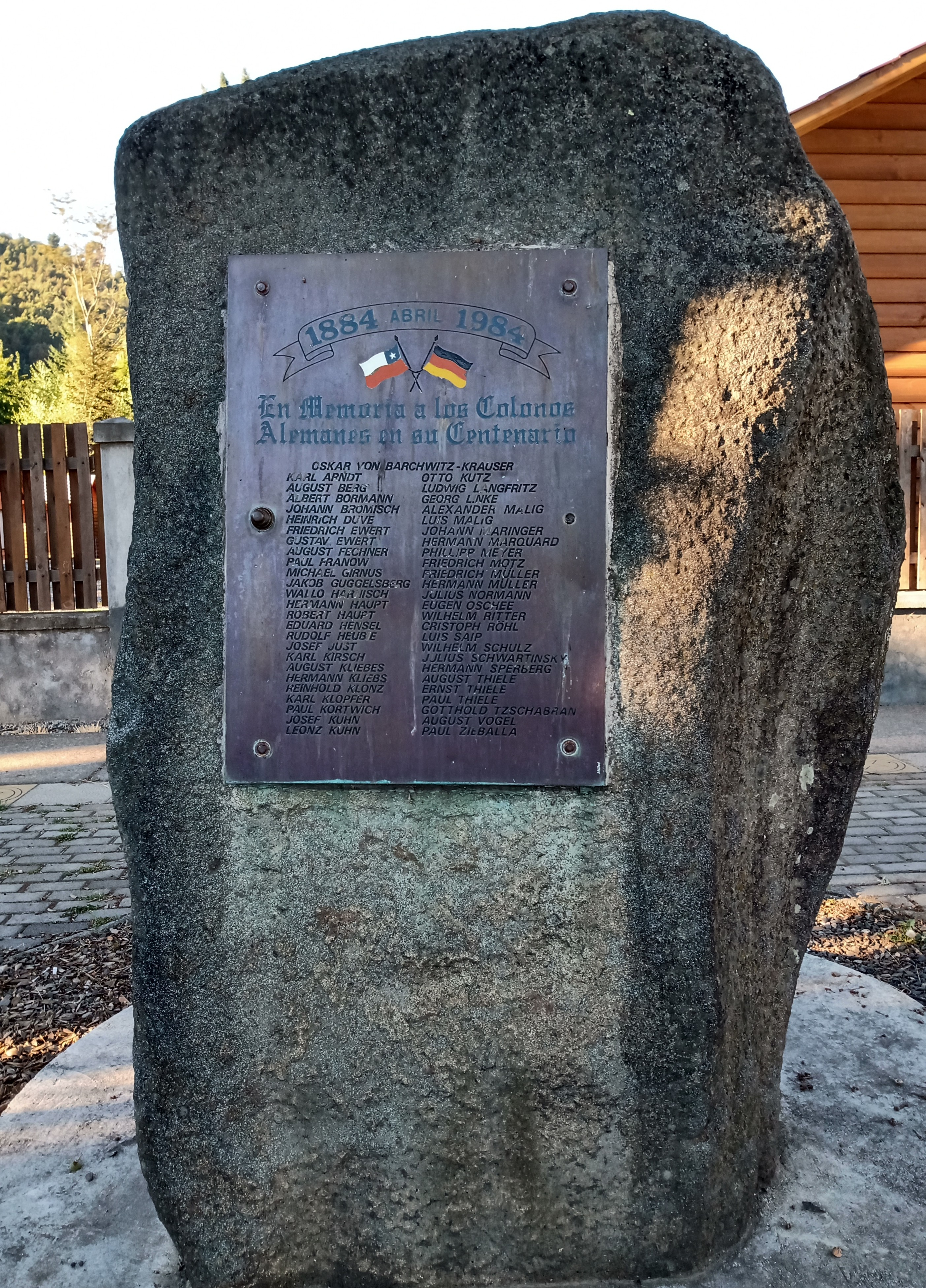
Gedenkstein zum 100. Jahrestag der Ankunft der deutschen Siedler in Contulmo. An der Spitze der Siedlerliste erscheint Oskar von Barchwitz-Krauser

### Rückkehr nach Deutschland und Gründung von Contulmo
1883 erkrankte seine Frau schwer und sie beschlossen, auf der Suche nach medizinischer Behandlung ins Deutsche Reich zu reisen. Auf der Schifffahrt starben zwei seiner Kinder an Cholera. Als er in Berlin ankam, begann von Barchwitz mit dem gleichen selbstfinanzierenden Prinzip zu predigen und brachte Gruppen von Gläubigen zusammen, die an der Suche nach Erlösung, spiritueller Reinigung oder Heiligung ihres Lebens interessiert waren. Dort erhielt er aus Paris einen Brief von den chilenischen diplomatischen Behörden der Botschaft in Frankreich, die ihn, da sie seine Arbeit in dem südamerikanischen Land kannten, baten, in Berlin eine Gruppe von Menschen zu rekrutieren, die über ausreichende körperliche und geistige Fähigkeiten verfügten, um ein Gebiet  von Araukanien, einer Region, die kürzlich von der chilenischen Armee vollständig dem gesamten Territorium der Republik angegliedert worden war, zu bevölkern. Die Chilenen versprachen von Barchwitz die Kosten für die Schiffsüberfahrt zurück nach Chile für ihn und seine Frau sowie einige finanzielle Garantien für sich selbst und zukünftige Siedler. Für von Barchwitz war dies sinnvoll, da er eine protestantische Gemeinde abseits der „Sünden und Laster der Großstädte“ gründen wollte, und es motivierte ihn, Treffen in der deutschen Hauptstadt zu organisieren, um möglichst viele potenzielle Siedler zusammenzubringen. Schließlich versammelte er für diese Mission 48 interessierte Familien mit den körperlichen, intellektuellen und moralischen Fähigkeiten für diese Aufgabe, die überwiegende Mehrheit aus Berlin und Brandenburg, um in den Süden Chiles zu fahren. Sie segelten von Hamburg nach Liverpool, um von dort aus das Dampfschiff Cotopaxi zu besteigen, nach einem Zwischenstopp in Rio de Janeiro setzten sie die Reise durch die Magellanstraße fort, bis sie 1884 den Hafen von Talcahuano erreichten. Ursprünglich wollten sie sich in der Nähe von Traiguén niederlassen, doch nach einem Angebot des Gouverneurs von Cañete, Esteban Iriarte, beschlossen sie, eine Kolonie mitten im Küstengebirge und in der Nähe des Lanalhue-Sees zu gründen. So begann die Gründung des Dorfes Contulmo in der heutigen Provinz Arauco. Nach einigen Monaten und nach einigen internen Konflikten zwischen denen, die einem so strengen religiösen Regime innerhalb der Kolonie nicht folgen wollten, und denen, die es wollten, beschloss der Missionar von Barchwitz, seine Tätigkeit als Wanderprediger fortzusetzen und verließ Contulmo, um nach Valparaíso zurückzukehren und dort zu mit den verschiedenen protestantischen Konfessionen, mit denen er zu arbeiten gewohnt war, zusammenzuarbeiten.
Oskar von Barchwitz veröffentlichte 1885 ein autobiografisches Buch, erzählt als eine Reisechronik mit dem Titel „Sechs Jahre mit William Taylor in Südamerika“. Er starb 1931 in den USA. Sein Werk und sein Vermächtnis gelten als einer der Vorläufer des Protestantismus in Chile und als Beispiel der innerprotestantischen Ökumene in den Vereinigten Staaten, Deutschland und Chile.